# Hans Moser (actor)
Hans Moser (n. 6 august 1880, Viena, Austro-Ungaria – d. 19 iunie 1964, Viena, Austria) a fost un actor austriac care, de-a lungul carierei sale, din anii 1920 până la moartea sa, a apărut mai ales în filme de comedie. Este unul dintre actorii definitorii ai genului Wiener Film⁠(d). Moser a jucat în peste 150 de filme.
Numele lui adevărat era Johann Julier. Jean Julier sau Jean Juliet sunt adesea menționate eronat ca nume oficiale.
În teatru, a jucat personaje ciudate, mai ales servitori sau mici burghezi, dar și figuri de circ, mormăind, bâjbâind și cu mișcări circulare. În film, a portretizat adesea personaje care suferă schimbări semnificative de-a lungul intrigii (ca în Der Herr Kanzleirat din 1948).
Moser a fost, de asemenea, un cântăreț popular de cântece vieneze (Wienerlied). Cel mai faimos este probabil Filoxera. Vocea sa mormăitoare distinctă este folosită și astăzi de imitatorii de voce în cabarete și în scopuri publicitare. Presa contemporană l-a numit uneori „Nuschel-Moser”.

## Biografie
S-a născut ca Johann Julier la 6 august 1880 în Viena, Austro-Ungaria. A fost al treilea dintre cei patru copii ai maghiarului de origine franceză Franz Julier (1838–1898), sculptor academic și al soției sale Serafina (1852–1912), care avea un magazin de lactate în (piața) Naschmarkt⁠(d) din Viena. A crescut în cartierul Margareten⁠(d) din capitală. Din copilărie, Moser a visat să joace pe scenă, dar părinții lui erau împotrivă ca să urmeze o carieră de actor. Viitorul actor a început o ucenicie ca un contabil într-un magazin de articole din piele.
Tânărul Johann Julier a primit lecții de vorbire de la actorul de curte Josef Moser, al cărui nume de familie l-a adoptat ca nume de scenă. Apoi a călătorit prin țară cu teatre ambulante. În 1897 a primit primul rol la Teatrul Orașului Reichenberg (în cehă: Divadlo F. X. Šaldy) din Boemia. În 1903, a fost angajat la renumitul Theater in der Josefstadt⁠(d), care era atunci condus de Josef Jarno⁠(d). Cu toate acestea, nu a avut succes pentru că aspectul și înălțimea de 1,57 m l-au făcut nepotrivit pentru rolurile de iubit adecvate vârstei sale. Astfel, în 1907 a călătorit din nou cu teatre ambulante prin țările Austro-Ungariei. După 1910, a avut roluri mai mici în cabaretul și teatrul vienz. La 5 august 1911, s-a căsătorit cu Blanka (mai târziu: Blanca) Hirschler (1890–1974), care provenea dintr-o familie de evrei. În 1913 s-a născut fiica lor Margarete. În acest an a avut primele succese în roluri solo de comediant pe scena „Max und Moritz” din St. Annahof (Viena).
În timpul Primului Război Mondial, a slujit în Regimentul de Infanterie 4 pe frontul Isonzo, unde a distras atenția camarazilor de la cruda realitate a războiului cu glume excelente.
După război, a jucat regulat în cabaretele vieneze „Budapest Orpheum”, „Reklame”, „Hölle”, „Leopoldi-Wiesenthal” și în „Teatrul Intimem” al lui Heinrich Eisenbach. În 1922, Fritz Löhner-Beda⁠(d) a scris special pentru el piesa solo într-un act Ich bin der Hausmeister vom Siebenerhaus. În 1923, compozitorul Robert Stolz⁠(d) l-a angajat la Teatrul Ronacher⁠(d). Doi ani mai târziu, Max Reinhardt l-a adus pe actor înapoi la Theater in der Josefstadt, unde a jucat în piese de Johann Nestroy⁠(d), Arthur Schnitzler și Ödön von Horváth. În 1925, primul articol despre Moser a apărut în Neue Freie Presse, unde a fost descris ca fiind cel mai tânăr și ultimul bufon vienez.
A ajuns rapid actorul preferat al lui Reinhardt pe care l-a însoțit în turneul său din SUA în sezonul 1927/1928, unde a apărut, printre altele, în Visul unei nopți de vară pe Broadway în New York. La Viena a fost supranumit în curând Der Moser – la fel cum popularul actor și comedian Alexander Girardi⁠(d) a fost supranumit cândva Der Girardi.
A primit primul său rol într-un film sonor în 1930 ca actor secundar în Geld auf der Straße.
Moser a portretizat adesea pe omul obișnuit de pe stradă, de obicei subalternul altcuiva – sluga, chelnerul, hamalul, negustorul, vizitiul, micul birocrat etc. De asemenea, a interpretat mereu rolul unor oameni cinstiți, morali și bine intenționați care, incapabili să-și păstreze calmul și să gândească lucid în situații cruciale, se pun pe ei înșiși și pe toți cei din jur în necazuri. Ca tată al unei fiice frumoase – de multe ori văduv – el a fost mereu cel încăpățânat care își dă seama abia la sfârșitul filmului, când toate cazurile de identitate greșită au fost lămurite și toate secretele au fost dezvăluite, că a greșit teribil tot timpul.
Moser era recunoscut în special pentru că mormăia indistinct pentru efectul comic, mai degrabă decât pronunța cuvintele și propozițiile în mod clar, și, de asemenea, pentru că nu reușea să-și termine propozițiile – ceea ce, în combinație cu dialectul său vienez moderat, a făcut ca vorbitorii nenativi de germană austriacă să înțeleagă greu ceea ce spunea.
Partenerii lui Moser în filmele sale de comedie au fost Paul Hörbiger⁠(d), Theo Lingen⁠(d), Oskar Sima⁠(d) sau Annie Rosar⁠(d), cu care era și prieten. Cu toate acestea, Moser a avut și roluri serioase, mai ales pe scenă și, spre sfârșitul vieții, la televiziune. 
În timpul regimului nazist, Moser a refuzat să divorțeze de soția sa, Blanca Hirschler, care era evreică. În 1939 a trebuit să emigreze în Ungaria, în timp ce fiica lui Moser, care era deja căsătorită, a emigrat în Argentina. Datorită popularității sale, Moser a reușit să continue să lucreze ca actor în filme germane, în ciuda căsătoriei sale. În 1944, Moser a fost pe lista celor binecuvântați de Dumnezeu (Gottbegnadeten-Liste) a Ministerului de Stat pentru Informarea Opiniei Publice și Propagandă (Reichsministerium für Volksaufklärung und Propaganda).
După Al Doilea Război Mondial, cuplul a locuit din nou împreună în vila din Viena-Hietzing, Auhofstraße 76–78.
În 1961, Moser a jucat rolul regelui magic în Poveștile din Pădurea Vienei (Geschichten aus dem Wiener Wald⁠(d)) de Ödön von Horváth (regia Erich Neuberg), rol pe care îl jucase deja în 1931 sub conducerea lui Heinz Hilpert⁠(d) la premiera de la Berlin, pentru o versiune TV austriacă.
Hans Moser a decedat de cancer pulmonar la Viena în 1964, la 83 de ani. A fost înmormântat în Cimitirul Central din Viena. Printre cei îndoliați au fost Franz Jonas⁠(d), Paul Hörbiger⁠(d), Paula Wessely⁠(d) și fiica ei Christiane Hörbiger⁠(d). În 1974, soția sa Blanca a fost și ea înmormântată în Cimitirul Central.
Popularitatea sa continuă este confirmată de faptul că stilul său de a vorbi este încă parodiat, adesea de animatori foarte tineri.

## Filmografie (selecție)

### Filme mute
- 1918: Das Baby
- 1923: Hoffmanns Erzählungen
- 1924: Die Stadt ohne Juden⁠(d)
- 1924: Ssanin
- 1925: Das Spielzeug von Paris⁠(d)
- 1926: Der Feldherrnhügel
- 1926: Schützenliesel
- 1927: Die Familie ohne Moral⁠(d)
- 1927: Madame wagt einen Seitensprung⁠(d)
- 1928: Die Lamplgasse

### Filme sonore
- 1930: Geld auf der Straße⁠(d)
- 1930: Liebling der Götter
- 1931: Der verjüngte Adolar
- 1931: Ehe mit beschränkter Haftung
- 1931: Man braucht kein Geld⁠(d)
- 1931: Eine Nacht im Grandhotel
- 1932: Ein angenehmer Patient
- 1933: Madame wünscht keine Kinder
- 1933: Leise flehen meine Lieder⁠(d)
- 1933: Der große Trick
- 1933: Kurzschluß
- 1933: Fuchs auf der Hetzjagd
- 1934: Maskerade
- 1934: Die Töchter Ihrer Exzellenz
- 1934: Frasquita
- 1934: Polenblut
- 1934: Karneval und Liebe
- 1934: Der junge Baron Neuhaus⁠(d)
- 1934: Hohe Schule
- 1934: Vorstadtvarieté
- 1935: Der Himmel auf Erden
- 1935: Frühjahrsparade
- 1935: Familie Schimek
- 1935: Knox und die lustigen Vagabunden (Zirkus Saran)
- 1935: Winternachtstraum
- 1935: … nur ein Komödiant⁠(d)
- 1935: Die ganze Welt dreht sich um Liebe
- 1935: Die Fahrt in die Jugend
- 1935: Eva
- 1935: Endstation
- 1935: Buchhalter Schnabel (Un tânăr domn din Oxford)
- 1936: Burgtheater
- 1936: Das Gäßchen zum Paradies
- 1936: Ungeküsst soll man nicht schlafen geh’n
- 1936: Schabernack
- 1936: Konfetti (Confetti)
- 1936: Hannerl und ihre Liebhaber
- 1936: Alles für Veronika (Fräulein Veronika)
- 1937: Die verschwundene Frau
- 1937: Der Mann, von dem man spricht
- 1937: Die glücklichste Ehe der Welt
- 1937: Die unentschuldigte Stunde
- 1937: Mein Sohn, der Herr Minister⁠(d)
- 1937: Die Fledermaus
- 1937: Mutterlied
- 1938: Immer, wenn ich glücklich bin
- 1938: Die unruhigen Mädchen (Finale)
- 1938: Kleines Bezirksgericht⁠(d)
- 1938: Es leuchten die Sterne⁠(d)
- 1938: Dreizehn Stühle
- 1939: Das Ekel
- 1939: Opernball (cu Géza von Bolváry)
- 1939: Liebe streng verboten
- 1939: Menschen vom Varieté⁠(d)
- 1939: Anton der Letzte
- 1940: Wiener G’schichten
- 1940: Sieben Jahre Pech⁠(d)
- 1940: Der Herr im Haus⁠(d)
- 1940: Meine Tochter lebt in Wien⁠(d)
- 1940: Der ungetreue Eckehart
- 1940: Rosen in Tirol⁠(d)
- 1941: Wir bitten zum Tanz
- 1941: Liebe ist zollfrei⁠(d)
- 1942: Wiener Blut
- 1942: Einmal der liebe Herrgott sein
- 1942: Dove andiamo, signora?
- 1942: Sieben Jahre Glück⁠(d)
- 1943: Sette anni di felicità
- 1943: Maske in Blau
- 1943: Karneval der Liebe⁠(d)
- 1943: Abenteuer im Grand-Hotel
- 1943: Schwarz auf weiß
- 1943: Das Ferienkind
- 1943: Reisebekanntschaft
- 1944: Schrammeln⁠(d)
- 1944/1949: Fetițele vieneze
- 1945/1947: Der Millionär⁠(d)
- 1946: Renee XIV (neterminat)
- 1946: Die Welt dreht sich verkehrt
- 1947: Der Hofrat Geiger⁠(d)
- 1948: Der Herr Kanzleirat
- 1948: Das singende Haus⁠(d)
- 1949: Um eine Nasenlänge
- 1949: Eins, zwei, drei – aus
- 1950: Der Theodor im Fußballtor
- 1950: Jetzt schlägt’s 13 (Es schlägt 13)
- 1950: Küssen ist keine Sünd⁠(d)
- 1950: Es liegt was in der Luft
- 1951: Zwei in einem Auto
- 1952: Hallo Dienstmann⁠(d)
- 1952: 1. April 2000
- 1952: Wir werden das Kind schon schaukeln (Schäm dich, Brigitte)
- 1952: Du bist die Rose vom Wörthersee
- 1953: Der Onkel aus Amerika
- 1953: Einmal keine Sorgen haben⁠(d)
- 1954: Hollandmädel⁠(d)
- 1954: Kaisermanöver
- 1954: Verliebte Leute
- 1955: Ja, so ist das mit der Liebe⁠(d) (Ehesanatorium)
- 1955: Die Deutschmeister
- 1955: Ja, ja, die Liebe in Tirol
- 1955: Die Drei von der Tankstelle
- 1955: Der Kongreß tanzt
- 1956: Symphonie in Gold
- 1956: …und wer küßt mich? (Ein Herz und eine Seele)
- 1956: Lumpazivagabundus
- 1956: Opernball
- 1956: Meine Tante – deine Tante
- 1956: Kaiserball
- 1956: Solange noch die Rosen blühn
- 1956: Roter Mohn
- 1957: Ober, zahlen!
- 1957: Vier Mädels aus der Wachau (Vier Mädel aus der Wachau)
- 1957: Die unentschuldigte Stunde
- 1957: Die Zwillinge vom Zillertal⁠(d)
- 1957: Die Lindenwirtin vom Donaustrand
- 1957: Heute blau und morgen blau
- 1958: Hallo Taxi
- 1958: Solang’ die Sterne glüh’n (Zirkuskinder)
- 1958: Ooh … diese Ferien
- 1958: Gräfin Mariza
- 1958: Der Sündenbock von Spatzenhausen
- 1958: Liebelei⁠(d) (film TV)
- 1959: Herrn Josefs letzte Liebe
- 1959: Die schöne Lügnerin
- 1961: Geschichten aus dem Wiener Wald⁠(d) (film TV)
- 1961: Mariandl
- 1961: … und du mein Schatz bleibst hier
- 1961: Höllenangst (film TV)
- 1961: Der Bauer als Millionär
- 1962: Die Fledermaus
- 1962: Kaiser Joseph und die Bahnwärterstochter (Împăratul Iosif și fiica feroviarului) (film TV, difuzat și în cinematografele din Austria în 1963)
- 1962: Der verkaufte Großvater
- 1962: Drei Liebesbriefe aus Tirol⁠(d)
- 1962: Kleine Leut' aus Wien (Episodul Höhere Gewalt) (scurtmetraj TV)
- 1962: Mariandls Heimkehr⁠(d)
- 1963: Liliom (film TV)
- 1963: Leutnant Gustl (film TV)
- 1963: Applaus für Smetana (scurtmetraj TV)
- 1964: Das Leben ist die größte Schau - Seltsame Geschichten und komische Begebenheiten (special TV în două părți, Moser a apărut în partea a doua)
- 1964: Die bess'ren älteren Herrn (special TV)